# 陳念琴
陳 念琴（英語: Chen Nien-chin、1997年5月10日 - ）は、台湾の女子アマチュアボクシング選手である。階級はミドル級。2016年、世界選手権で銅メダルを獲得したが、リオデジャネイロオリンピックでは初戦で敗退した。